# Mortes em fevereiro de 2010
Mortes em 2010: ← Janeiro – Fevereiro – Março – Abril – Maio – Junho – Julho – Agosto – Setembro – Outubro – Novembro – Dezembro →
A lista a seguir relaciona pessoas notáveis que morreram em fevereiro de 2010:

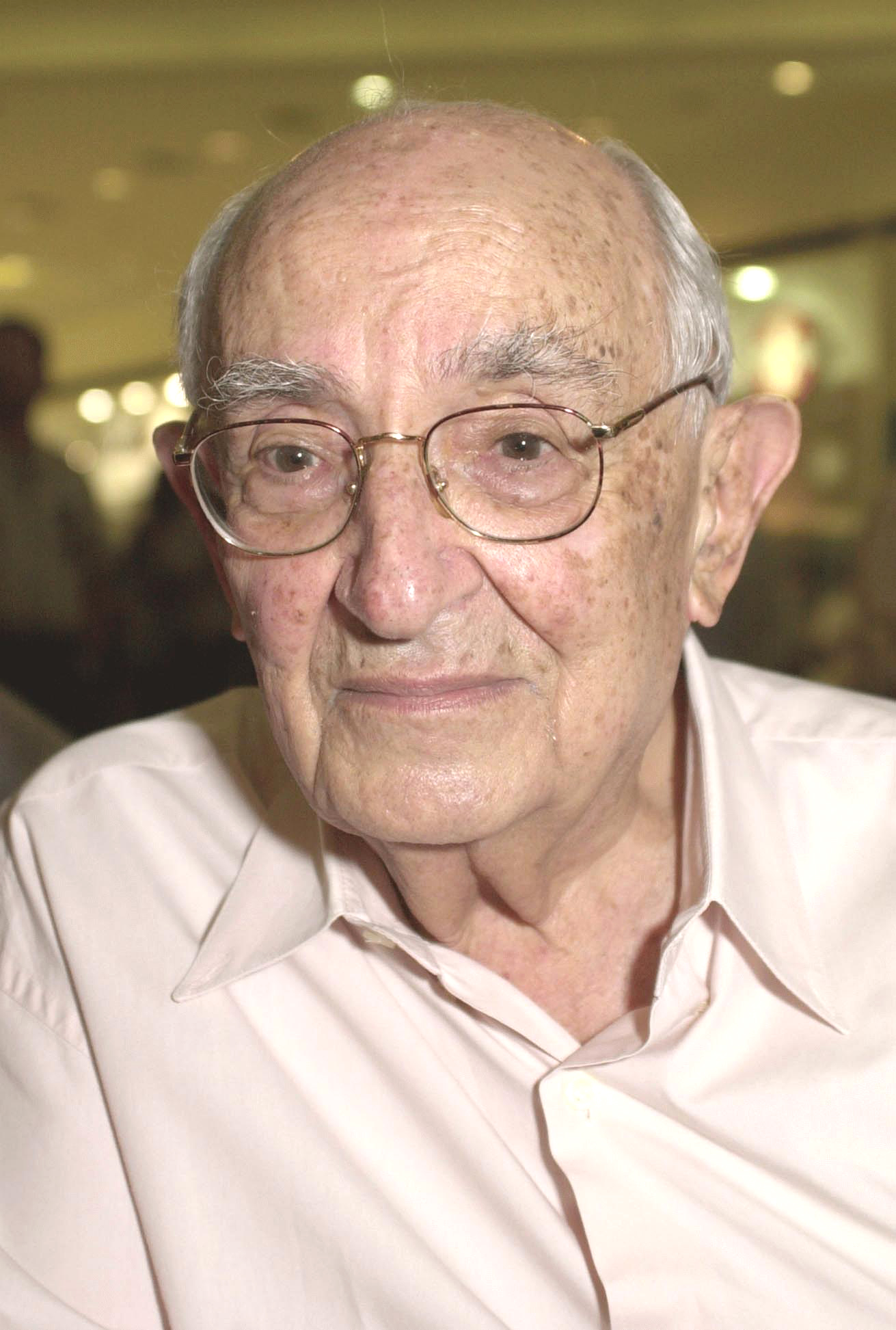
José Mindlin, bibliófilo brasileiro.

| Dia | Nome                    | Profissão ou motivo de reconhecimento | Nacionalidade        | Ano de nasc. | Ref    |
| --- | ----------------------- | ------------------------------------- | -------------------- | ------------ | ------ |
| 1   | Azzeddine Laraki        | Político                              | Marrocos             | 1929         | [ 1 ]  |
| 1   | Bobby Kirk              | Futebolista                           | Escócia              | 1927         | [ 2 ]  |
| 1   | David Brown             | Produtor de cinema                    | Estados Unidos       | 1916         | [ 3 ]  |
| 1   | Jack Brisco             | Wrestler                              | Estados Unidos       | 1941         | [ 4 ]  |
| 1   | Justin Mentell          | Ator                                  | Estados Unidos       | 1982         | [ 5 ]  |
| 1   | Rodolfo de Anda         | Ator                                  | México               | 1943         | [ 6 ]  |
| 1   | Steingrímur Hermannsson | Político                              | Islândia             | 1928         | [ 7 ]  |
| 2   | ET                      | Comediante                            | Brasil               | 1963         | [ 8 ]  |
| 2   | Rosa Lobato de Faria    | Escritora e atriz                     | Portugal             | 1932         | [ 9 ]  |
| 2   | Vital do Rêgo           | Político                              | Brasil               | 1935         | [ 10 ] |
| 3   | Dick McGuire            | Basquetebolista                       | Estados Unidos       | 1926         | [ 11 ] |
| 3   | Frances Reid            | Atriz                                 | Estados Unidos       | 1914         | [ 12 ] |
| 3   | Georges Wilson          | Ator                                  | França               | 1921         | [ 13 ] |
| 4   | Peter Martell           | Ator                                  | Itália               | 1938         | [ 14 ] |
| 5   | Galimzyan Khusainov     | Futebolista                           | Rússia               | 1937         | [ 15 ] |
| 6   | John Dankworth          | Músico                                | Reino Unido          | 1927         | [ 16 ] |
| 7   | André Kolingba          | Militar e político                    | Rep. Centro-Africana | 1936         | [ 17 ] |
| 7   | Franco Ballerini        | Ciclista                              | Itália               | 1964         | [ 18 ] |
| 8   | David Froman            | Ator                                  | Estados Unidos       | 1938         | [ 19 ] |
| 8   | Pena Branca             | Cantor e compositor                   | Brasil               | 1939         | [ 20 ] |
| 8   | Robert Hoy              | Ator                                  | Estados Unidos       | 1927         | [ 21 ] |
| 9   | Alfred Gregory          | Alpinista                             | Reino Unido          | 1913         | [ 22 ] |
| 10  | Armando Falcão          | Político                              | Brasil               | 1919         | [ 23 ] |
| 10  | Carl Braun              | Basquetebolista                       | Estados Unidos       | 1927         | [ 24 ] |
| 10  | Charles Wilson          | Político                              | Estados Unidos       | 1933         | [ 25 ] |
| 10  | Orlando Peçanha         | Futebolista                           | Brasil               | 1935         | [ 26 ] |
| 11  | Alexander McQueen       | Estilista                             | Reino Unido          | 1969         | [ 27 ] |
| 12  | Luis Molowny            | Futebolista                           | Espanha              | 1925         | [ 28 ] |
| 12  | Petar Borota            | Futebolista                           | Sérvia               | 1952         | [ 29 ] |
| 12  | Nodar Kumaritashvili    | Atleta de luge                        | Geórgia              | 1988         | [ 30 ] |
| 13  | Lucille Clifton         | Poetisa                               | Estados Unidos       | 1936         | [ 31 ] |
| 14  | Dick Francis            | Escritor e jóquei                     | País de Gales        | 1920         | [ 32 ] |
| 14  | José Ricardo de León    | Treinador de futebol                  | Uruguai              | 1923         | [ 33 ] |
| 15  | Art Van Damme           | Músico                                | Estados Unidos       | 1920         | [ 34 ] |
| 15  | Juan Carlos González    | Futebolista                           | Uruguai              | 1924         | [ 35 ] |
| 15  | Murilo Antunes Alves    | Jornalista                            | Brasil               | 1919         | [ 36 ] |
| 15  | Washington de Paula     | Futebolista                           | Brasil               | 1953         | [ 37 ] |
| 16  | Arnaud Rodrigues        | Ator e comediante                     | Brasil               | 1942         | [ 38 ] |
| 16  | Rolando Toro Araneda    | Psicólogo                             | Chile                | 1924         | [ 39 ] |
| 17  | David Lelei             | Atleta                                | Quênia               | 1971         | [ 40 ] |
| 17  | Kathryn Grayson         | Atriz e cantora                       | Estados Unidos       | 1922         | [ 41 ] |
| 17  | Witold Skaruch          | Ator                                  | Polónia              | 1930         | [ 42 ] |
| 18  | Ariel Ramírez           | Compositor                            | Argentina            | 1921         | [ 43 ] |
| 18  | Erwin Bachmann          | Militar                               | Alemanha             | 1921         | [ 44 ] |
| 18  | John Babcock            | Militar                               | Canadá               | 1900         | [ 45 ] |
| 19  | Bruno Gironcoli         | Escultor                              | Áustria              | 1936         | [ 46 ] |
| 19  | Lionel Jeffries         | Ator e cineasta                       | Reino Unido          | 1926         | [ 47 ] |
| 20  | Alexander Haig          | Político                              | Estados Unidos       | 1924         | [ 48 ] |
| 21  | Bob Doe                 | Aviador e militar                     | Reino Unido          | 1920         | [ 49 ] |
| 21  | Jacek Karpiński         | Cientista                             | Polónia              | 1927         | [ 50 ] |
| 21  | Vladimir Motyl          | Cineasta                              | Rússia               | 1927         | [ 51 ] |
| 22  | Charles Stenvig         | Político                              | Estados Unidos       | 1928         | [ 52 ] |
| 22  | Mohammed Zaman          | Político e militar                    | Afeganistão          | 1965         | [ 53 ] |
| 23  | Orlando Zapata          | Ativista político                     | Cuba                 | 1967         | [ 54 ] |
| 24  | C. R. Johnson           | Atleta                                | Estados Unidos       | 1924         | [ 55 ] |
| 25  | Andrew Koenig           | Ator                                  | Estados Unidos       | 1968         | [ 56 ] |
| 26  | Nujabes                 | Músico                                | Japão                | 1974         | [ 57 ] |
| 26  | Eliseu Santos           | Político                              | Brasil               | 1946         | [ 58 ] |
| 26  | Séverin Blanchet        | Cineasta                              | França               | 1943         | [ 59 ] |
| 27  | Vladislav Galkin        | Ator                                  | Rússia               | 1971         | [ 60 ] |
| 27  | Walter Alfaiate         | Sambista                              | Brasil               | 1930         | [ 61 ] |
| 27  | Wendy Toye              | Produtora de cinema                   | Reino Unido          | 1917         | [ 62 ] |
| 28  | Adam Blacklaw           | Futebolista                           | Escócia              | 1937         | [ 63 ] |
| 28  | Carlos Montemayor       | Escritor                              | México               | 1947         | [ 64 ] |
| 28  | Chushiro Hayashi        | Cientista                             | Japão                | 1920         | [ 65 ] |
| 28  | Gene Greytak            | Ator                                  | Estados Unidos       | 1925         | [ 66 ] |
| 28  | Jorge Villamil          | Compositor                            | Colômbia             | 1929         | [ 67 ] |
| 28  | José Mindlin            | Bibliófilo                            | Brasil               | 1914         | [ 68 ] |
| 28  | Martin Benson           | Ator                                  | Reino Unido          | 1918         | [ 69 ] |
| 28  | Phillip Law             | Explorador                            | Austrália            | 1912         | [ 70 ] |
| 28  | Theodore Cross          | Ativista                              | Estados Unidos       | 1924         | [ 71 ] |